# São Salvador (Mirandela)
São Salvador ist eine Gemeinde (Freguesia) im portugiesischen Kreis Mirandela. In ihr leben 200 Einwohner (Stand 19. April 2021).